# Tövis feletti izom

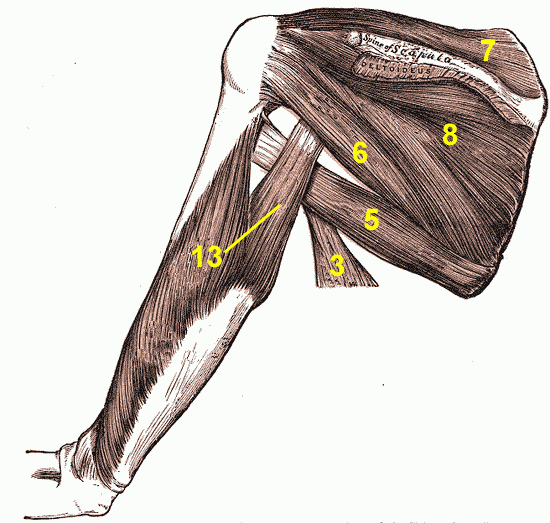
A 7-es számmal jelölt izom a tövis feletti

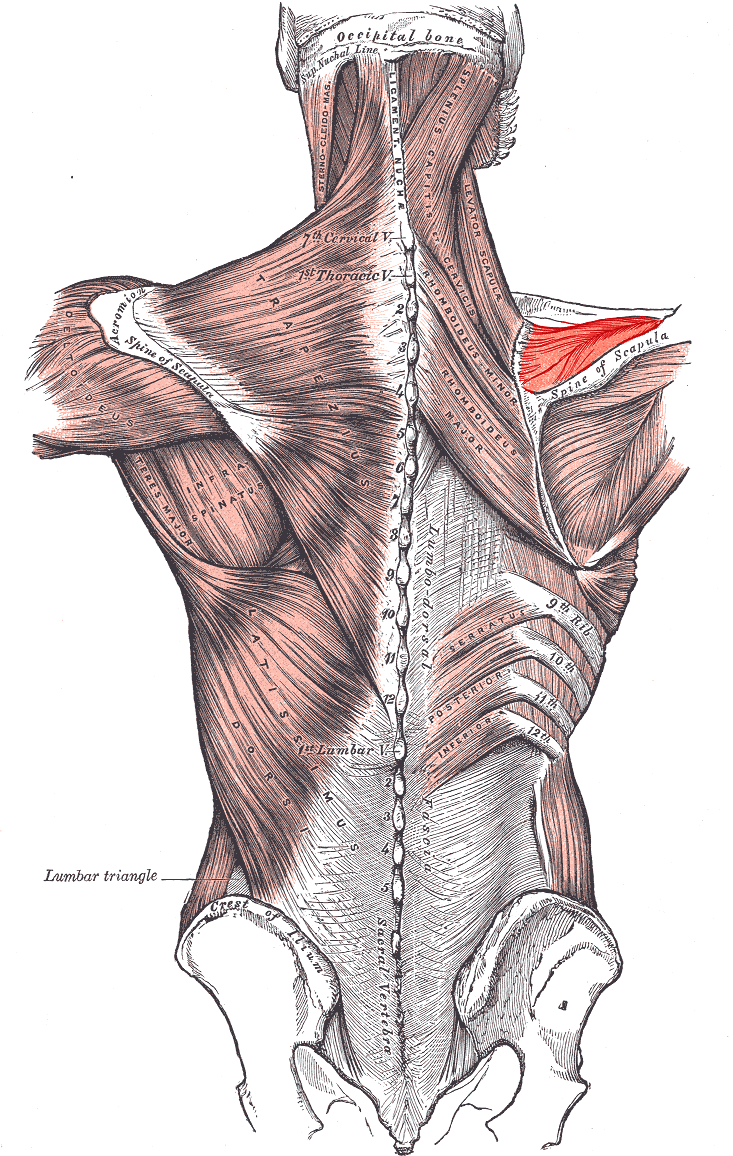
A pirossal jelölt izom a tövis feletti

A tövis feletti izom (musculus supraspinatus) egy izom az ember vállánál.

## Eredés, tapadás, elhelyezkedés
A lapocka (scapula) fossa supraspinata nevű részéről ered. A felkarcsont (humerus) tuberculum majus humeri nevű részén tapad.

## Funkció
Stabilizálja és távolítja (abductio) a felkarcsontot (humerus) .

## Beidegzés, vérellátás
A nervus suprascapularis idegzi be és az arteria suprascapularis látja el vérrel.